# Calliferoplia
Calliferoplia är ett släkte av skalbaggar. Calliferoplia ingår i familjen Melolonthidae.
Kladogram enligt Catalogue of Life:
| Calliferoplia | \| \| Calliferoplia angulopicta \| \| \| \| \| \| Calliferoplia crenulata \| \| \| \| |
|               | \| \| Calliferoplia angulopicta \| \| \| \| \| \| Calliferoplia crenulata \| \| \| \| |
|               | Calliferoplia angulopicta                                                             |
|               |                                                                                       |
|               | Calliferoplia crenulata                                                               |
|               |                                                                                       |